# Четврти свет
Четврти свет је продужетак модела три света, који се односи на:
1. Подпопулације социјално искључене из глобалног друштва, као што су људи без контакта са цивилизацијом;
2. Ловци-сакупљачи, номадски, пастирски и неки народи који се баве пољопривредом који живе изван модерних индустријских норми.[1]
3. Подпопулације које постоје у земљи Првог света, али са животним стандардом оних из Трећег света.

Термин се не користи уобичајено. „Четврти свет“ је такође коришћен за означавање других делова света у односу на модел три света.

## Етимологија
Четврти свет прати класификацију статуса у Првом свету, Другом свету и Трећем свету; међутим, за разлику од претходних категорија, Четврти свет није просторно омеђен и обично се користи за означавања која се не пресликавају на држављанство у одређеној националној држави. Може да означава нације без суверене државе, наглашавајући уочено непризнавање и искључење етнички и верски дефинисаних народа из политичко-економског светског система, као што су групе Првих нација широм Северне, Централне и Јужне Америке. Шпански социолог Мануел Кастелс са школе за комуникације Аненберг Универзитета Јужне Калифорније је увелико користио термин четврти свет.

## Порекло термина
Термин је 1969. осмислио свештеник Џозеф Врезински када је добротворну организацију коју је основао 1957. са породицама из дивљих насеља града Ноази ле Гран (Француска) у ATD Quart Monde.
Термин је 1970-их рециклирао Мбуто Миландо, први секретар Високе комисије Танзаније, у разговору са Џорџом Мануелом навео: „Када домородачки народи дођу на своје, на основу сопствених култура и традиција, то ће бити Четврти свет.
Од објављивања Мануелове књиге The Fourth World: An Indian Reality (1974), термин Четврти свет постао је синоним за нације без државе, сиромашне и маргиналне нације. Од 1979. године, истраживачки центри као што је Центар за светске домородачке студије користе овај термин у дефинисању односа између древних, племенских и неиндустријских нација и модерних индустријализованих националних држава. Са Декларацијом УН о правима аутохтоних народа из 2007. године, комуникација и организовање међу народима Четвртог света убрзани су у облику међународних уговора између абориџинских нација у сврху трговине, путовања и безбедности. У индијском левичарском покрету, идеје др Парамесварана о четвртом свету изазвале су широке дебате, које су на крају довеле до његовог избацивања из Комунистичке партије Индије 2004. године.